# Sonata Arctica
Sonata Arctica este o formație power metal din Kemi, Finlanda. Creată inițial cu numele Tricky Beans, ulterior aceasta a fost redenumită în Tricky Means, ca într-un final să ajungă la denumirea Sonata Arctica, atunci când a adoptat genul power metal. În materialele sale trupa adesea include elemente symphonic metal, iar în ultimele lansări și câteva elemente de progressive metal. Componența actuală e formată din vocalistul, claviaturistul și textierul Tony Kakko, chitaristul Elias Viljanen, bas-chitaristul Pasi Kauppinen, claviaturistul și keytaristul Henrik Klingenberg și bateristul Tommy Portimo. Toți membrii din istoria formației, cu excepția lui Portimo, au oferit și backing vocal.
Până în prezent (2015), trupa a lansat opt albume de studio (trei via Spinefarm Records și cinci via Nuclear Blast), cel mai recent fiind Pariah's Child, lansat pe 28 martie 2014.

## Membri
| Membri actuali - Tommy Portimo – baterie (1995−prezent) - Tony Kakko – vocal (1995−prezent), claviatură (1996–2000, doar în studio: 2007–prezent) - Henrik Klingenberg – claviatură, keytar, back vocal (2002−prezent) - Elias Viljanen – chitară, back vocal (2007−prezent) - Pasi Kauppinen - chitară bas, back vocal (2013–prezent) Foști membri - Marko Paasikoski – chitară (1995-1997), bas (2000-2013), back vocal (1995-1997, 2000-2013) - Jani Liimatainen – chitară, back vocal (1995-2007) - Pentti Peura – bas, back vocal (1995-1998) - Janne Kivilahti – bas, back vocal (1998-2000) - Mikko Härkin – claviatură, back vocal (2000-2002) | Muzicieni ocazionali - Nik Van-Eckmann − pasaje vorbite (2001, 2004) - Timo Kotipelto − vocal (2001, 2012) - Jens Johansson − claviatură solo (2003) - Peter Engberg − chitară acustică, bouzouki, viola caipira, banjo, chromaharp, cavaquinho, Q-chord (2007, 2012) - Johanna Kurkela − vocal feminin (2009) - Pekka Kuusisto - vioară (2012) - Lauri Valkonen - double bass (2012) |

Cronologie

## Discografie
Albume de studio:
- Ecliptica (1999)
- Silence (2001)
- Winterheart's Guild (2003)
- Reckoning Night (2004)
- Unia (2007)
- The Days of Grays (2009)
- Stones Grow Her Name (2012)
- Pariah's Child (2014)
- Ecliptica: Revisited; 15th Anniversary Edition (2014)
- The Ninth Hour  (2016)
- Talviyö  (2019)
- Acoustic Adventures – Volume One (2022)
- Acoustic Adventures – Volume Two (2022)
- Clear Cold Beyond (2024)

## Cover-uri
- "Black Diamond" − Stratovarius (live, short clip in Stratovarius - Infinite Visions VHS/DVD)
- "Speed of Light" − Stratovarius (at the end of "False News Travel Fast" in Songs of Silence)
- "Fade to Black" − Metallica (Victoria's Secret, Takatalvi, A Tribute to the Four Horsemen)
- "Wind Beneath My Wings" − Bette Midler (Orientation)
- "Die With Your Boots On" − Iron Maiden (Last Drop Falls, Orientation)
- "World in My Eyes" − Depeche Mode (Don't Say a Word)
- "Two Minds, One Soul" − Vanishing Point (Don't Say a Word)
- "Still Loving You" − Scorpions (Takatalvi)
- "I Want Out" − Helloween (Takatalvi)
- "Out in the Fields" − Gary Moore (Paid in Full, Unia)
- "Silent Jealousy" − X Japan (live)
- "Crash & Burn" − Yngwie Malmsteen (live)
- "Excuse Me While I Kill Myself" − Sentenced (live)
- "I Was Made for Lovin' You" − KISS (live)
- "Smoke on the Water" − Deep Purple (live)
- "Child in Time" - Deep Purple (live)
- "Gaston y'a l'téléfon qui son" − Nino Ferrer (live)
- "One" − Metallica (live)
- "We Will Rock You" − Queen (live)
- "No More Tears" − Ozzy Osbourne (live)
- "Hava Nagila" ("The Cage"/"Vodka", "For the Sake of Revenge")
- "Master of Puppets" − Metallica (live)
- "The Trooper" − Iron Maiden (live)
- "Cowboys From Hell" - Pantera (live, Jani Liimatainen's Young Guitar DVD and Into The Storm bootleg DVD)
- "Metropolis" - Dream Theater" (live)
- "Total Eclipse Of The Heart" - Bonnie Tyler" (live)
- "Runaway" - Del Shannon (live)
- "Hell Is Living Without You" - Alice Cooper (One For All, All For One)
- "I Can't Dance" - Genesis (Ecliptica - Revisited (15th Anniversary Edition))
- "Wanted Dead or Alive" - Bon Jovi (live)